# Can You Forgive Her?
Can You Forgive Her? è un singolo del gruppo musicale britannico Pet Shop Boys, pubblicato il 31 maggio 1993 come primo estratto dal quinto album in studio Very.

## Descrizione
Con un'introduzione che presenta un massiccio impiego di suoni elettronici accompagnati da suoni di tromba, il brano divenne una delle canzoni più drammatiche e rappresentative del duo (secondo i critici può essere accostata allo stesso livello dei primi successi del duo, come It's a Sin).  Can You Forgive Her? fu lanciata come singolo ben 4 mesi prima della pubblicazione dell'album stesso, divenendo il tredicesimo brano del duo ad entrare nella Top10 inglese (7ª posizione in madrepatria). Anche negli Stati Uniti il brano riscosse successo, piazzandosi al primo posto della classifica dance americana. Ciò nonostante, il brano non riuscì ad entrare nella Billboard Hot 100.
Il testo della canzone descrive l'umiliazione di un ragazzo quando la propria ragazza lo accusa di essere ancora innamorato di un compagno di scuola; la ragazza decide di lasciarlo per trovare un altro uomo che la ami. Il titolo della canzone deriva dal romanzo omonimo di Anthony Trollope.
Fra i b-side del singolo compare il brano What Keeps Mankind Alive?, che il duo aveva scritto e registrato attorno al 1988-1989. La canzone venne associata al famoso musical The Threepenny Opera.

## Promozione
Sia nella copertina del singolo che nel videoclip stesso, i Pet Shop Boys presentano una tematica astratta e fortemente computerizzata: i due indossano entrambi una tuta arancione con cappelli alti a punta a strisce bianche e rosse. Questi costumi vengono anche utilizzati nel videoclip, diretto da Howard Greenhalgh, dove il duo ricorre alla tematica computerizzata, tematica fortemente presente durante tutto il periodo in cui l'album Very sarà promosso dal duo (fase ribattezzata la "Very-era").

## Tracce
CD – parte 1
1. Can You Forgive Her? – 3:54
2. Hey, Headmaster – 3:06
3. Can You Forgive Her? (Rollo Remix) – 6:00
4. Can You Forgive Her? (Rollo Dub) – 4:51

CD – parte 2
1. Can You Forgive Her? (MK Remix) – 7:26
2. I Want to Wake Up (1993 Johnny Marr Remix) – 5:25
3. What Keeps Mankind Alive? – 3:25
4. Can You Forgive Her? (MK Dub) – 5:53

7"
- Lato A

1. Can You Forgive Her? – 3:54

- Lato B

1. Hey, Headmaster – 3:06

12"
- Lato A

1. Can You Forgive Her? (Rollo Remix) – 6:00
2. Can You Forgive Her? (Rollo Dub) – 4:51

- Lato B

1. Can You Forgive Her? (MK Remix) – 7:26
2. Can You Forgive Her? (MK Dub) – 5:53

## Classifiche
| Classifica (1993)                 | Posizione massima |
| --------------------------------- | ----------------- |
| Australia                         | 17                |
| Austria                           | 18                |
| Canada                            | 37                |
| Canada (dance/urban)              | 4                 |
| Germania                          | 17                |
| Irlanda                           | 13                |
| Italia                            | 9                 |
| Nuova Zelanda                     | 46                |
| Paesi Bassi                       | 28                |
| Regno Unito                       | 7                 |
| Stati Uniti                       | 109               |
| Stati Uniti (dance club)          | 1                 |
| Stati Uniti (dance singles sales) | 31                |
| Svezia                            | 9                 |
| Svizzera                          | 19                |